# Vékonyrost neuropátia
A vékonyrostos perifériás neuropátia a perifériás neuropátia egy fajtája, amely a kis, nem myelinizált és myelinizált perifériás Idegrostok károsodásából ered. Ezek a C-rostok és kis Aδ-rostok kategóriába sorolt rostok a bőrben, a perifériás idegekben és a szervekben találhatók. Ezeknek az idegeknek az a szerepe, hogy bizonyos bőrérzeteket (szomatikus afferenseket) beidegezzenek, és segítsék az autonóm működés szabályozását (autonóm rostok). Becslések szerint az Egyesült Államokban 15-20 millió ember szenved valamilyen perifériás neuropátiában.

## Jelek és tünetek
A vékonyrostos neuropátia súlyos fájdalommal jellemezhető állapot. A tünetek általában a lábakban vagy a kezekben kezdődnek, de a test más részein is jelentkezhetnek. Néhány ember kezdetben általánosabb, egész testre kiterjedő fájdalmat tapasztal. A fájdalmat gyakran szúró vagy égő, vagy rendellenes bőrérzetként, például bizsergésként vagy viszketésként írják le. Egyes egyéneknél a fájdalom nyugalomban vagy éjszaka súlyosabb. A vékony rostos neuropátia jelei és tünetei az élet bármely szakaszában felléphetnek, a kiváltó októl függően.
A vékonyrostos neuropátiában szenvedő egyének gyakran nem éreznek olyan fájdalmat, amely nagyon kis területen koncentrálódik, például egy gombostű szúrását. Mindazonáltal általában fokozott fájdalomérzékenységgel rendelkeznek (hiperalgézia), és fájdalmat tapasztalnak olyan stimulációból, amely jellemzően nem okoz fájdalmat (allodynia). Az ilyen betegségben szenvedőknek csökkent a képessége a meleg és a hideg megkülönböztetésére.
A szudomotoros diszfunkció a vékonyrostos neuropátiák egyik leggyakoribb és legkorábbi neurofiziológiai megnyilvánulása.
Egyes esetekben az autonóm idegrendszer kis rostjai érintettek lehetnek, ami vizelet- vagy bélproblémákhoz, szapora szívverés (palpitáció) epizódokhoz, szem- vagy szájszárazsághoz vagy rendellenes izzadáshoz vezethet. Felálláskor is éles vérnyomásesést tapasztalhatnak (ortosztatikus hipotenzió), ami szédülést, homályos látást vagy ájulást okozhat.
A vékonyrostos neuropátiát a perifériás neuropátia egyik formájának tekintik, mivel a perifériás idegrendszert érinti, amely az agyat és a gerincvelőt az izmokhoz és az olyan érzeteket észlelő sejtekhez köti, mint az érintés, szaglás és fájdalom. A fájdalomra való érzéketlenség különösen problémás lehet. Lehet, hogy valaki vérzik vagy bőrsérülést szenved, anélkül, hogy tudná.